# Bogdan Łysak
Bogdan Stanisław Łysak (ur. 12 kwietnia 1936 w Kielcach, zm. 16 grudnia 2022 w Warszawie) – polski inżynier, działacz państwowy i gospodarczy, poseł na Sejm PRL VII i VIII kadencji (1976–1985), wiceminister administracji i gospodarki przestrzennej (1982–1987, pod różnymi nazwami resortu), wiceprezes Najwyższej Izby Kontroli (1989–1991, w 1991 p.o. prezesa).

## Życiorys
Syn Dominika i Marii. Ukończył studia w Wyższej Szkole Ekonomicznej we Wrocławiu. W trakcie nauki pracował w Wojewódzkim Przedsiębiorstwie Geodezji Gospodarki Komunalnej. Po powrocie do Kielc pełnił obowiązki kierownika Działu Planu Budownictwa Wojewódzkiej Komisji Planowania Gospodarczego przy Wojewódzkiej Radzie Narodowej (1960–1967). W 1961 wstąpił do Stronnictwa Demokratycznego. W 1966 zasiadł w prezydium Wojewódzkiego Komitetu partii w Kielcach, gdzie w 1971 objął funkcję wiceprzewodniczącego, w 1973 sekretarza, a w 1978 przewodniczącego. W latach 1980–1981 był członkiem prezydium i sekretarzem Centralnego Komitetu. Pełnił także funkcję wiceprzewodniczącego zarządu wojewódzkiego Towarzystwa Przyjaźni Polsko-Radzieckiej.
W latach 1973–1980 pełnił mandat radnego WRN w Kielcach, był jej wiceprzewodniczącym. W 1976 uzyskał mandat posła na Sejm PRL VII kadencji z okręgu Kielce. Zasiadał w Komisji Budownictwa i Przemysłu Materiałów Budowlanych oraz Administracji, Gospodarki Terenowej i Ochrony Środowiska. W 1980 odnowił mandat poselski, kontynuował pracę w komisjach sejmowych. W latach 80. pełnił obowiązki wiceministra administracji i gospodarki przestrzennej. Funkcję podsekretarza stanu (wiceministra) pełnił w latach 1982–1987; w tym czasie kilkakrotnie następowały reorganizacje administracji rządowej, związku z czym był kolejno wiceministrem administracji, gospodarki terenowej i ochrony środowiska (do 1983), administracji i gospodarki przestrzennej (1983–1985), wreszcie budownictwa, gospodarki przestrzennej i komunalnej. W czerwcu 1989 został wiceprezesem Najwyższej Izby Kontroli, od marca do maja 1991 pełnił obowiązki prezesa z nominacji marszałka Sejmu (w okresie między odwołaniem Tadeusza Hupałowskiego i powołaniem Waleriana Pańki). W latach 1988–1990 był członkiem Rady Ochrony Pamięci Walk i Męczeństwa.
Działał w sektorze prywatnym. W latach 90. był wiceprzewodniczącym Rady Nadzorczej Exbudu. Dyrektor biura Polskiego Związku Pracodawców Budownictwa oraz członek indywidualny Business Centre Club.
22 grudnia 2022 został pochowany na cmentarzu w Wilanowie.

## Odznaczenia
- Krzyż Komandorski Orderu Odrodzenia Polski (1998)[7]
- Krzyż Kawalerski Orderu Odrodzenia Polski
- Złoty Krzyż Zasługi
- Brązowy Krzyż Zasługi (1969)
- Medal 30-lecia Polski Ludowej
- Złoty Medal „Za zasługi dla obronności kraju”
- Srebrny Medal „Za zasługi dla obronności kraju”
- Brązowy Medal „Za zasługi dla obronności kraju”[8]